# كرة (جوهرة)

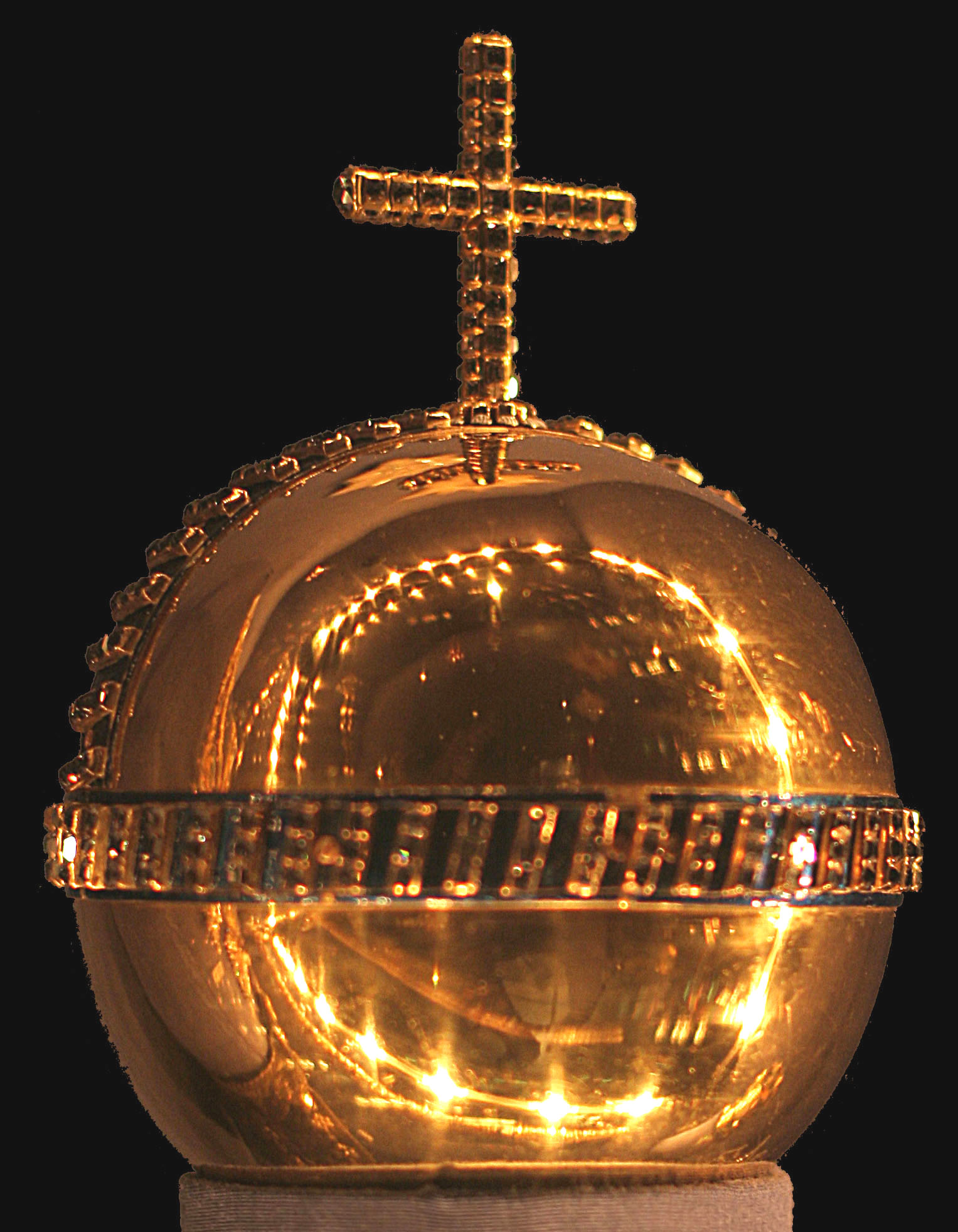
جوهرة الكرة من جواهر الملكية الدنماركية.

جوهرة الكرة أو صليب حامل الكرة (باللاتينيّة: Globus cruciger) أو المعروفة أيضًا باسم جوهرة الكرة الأرضية والصليب، هي جوهرة مرفقة في الصليب، والي كانت رمزًا لسلطة المسيحية منذ العصور الوسطى، وأستخدمت على القطع النقدية، وفي الأيقونات، والصولجانات فضلًا عن الأزياء الملكية في العالم المسيحي. يرمز الصليب للسيادة يسوع على مدار العالم. في فن الأيقونات المسيحية الغربية، كثيرًا ما يصور يسوع أنه يحمل العالم في يده، ويسمى هذا النوع من الفن لوحات مخلص العالم (باللاتينيّة: Salvator Mundi).